# Anomaloglossus parkerae
Espèce
Synonymes
- Colostethus parkerae Meinhardt & Parmalee, 1996

Statut de conservation UICN

 DD  : Données insuffisantes
Anomaloglossus parkerae est une espèce d'amphibiens de la famille des Aromobatidae.

## Répartition
Cette espèce est endémique de Sifontes dans l'État de Bolívar au Venezuela. Elle se rencontre de 860 à 1 300 m d'altitude.
Sa présence est incertaine au Guyana.

## Étymologie
Cette espèce est nommée en l'honneur de Nancy Parker.

## Publication originale
- Meinhardt & Parmalee, 1996 : A new species of Colostethus (Anura: Dendrobatidae) from Venezuela. Herpetologica, vol. 52, no 1, p. 70-77.